# Parischnogaster gracilipes
Parischnogaster gracilipes är en getingart som beskrevs av Vecht 1977. Parischnogaster gracilipes ingår i släktet Parischnogaster och familjen getingar. Inga underarter finns listade i Catalogue of Life.